# انتخابات در ایران
مردم ایران برای اولین بار در نهضت تنباکو، به‌طور فراگیر وارد مشارکت در صحنه تصمیمات سیاسی شدند و از زمان انقلاب مشروطه تا‌بحال انتخابات در ایران برگزار شده‌است.
در زمان حاضر در نظام جمهوری اسلامی ایران، انتخابات در سطوح مختلف برگزار می‌شود. هم‌اکنون همهٔ قوه‌ها یا با رأی مستقیم یا توسط رهبر جمهوری اسلامی ایران به‌صورت غیرمستقیم تعیین می‌شود.

## تاریخچه
پس از انقلاب مشروطه در شاهنشاهی ایران در زمان مظفرالدین‌شاه قاجار، حکومت مشروطه در ایران تشکیل شد و نخستین انتخابات‌ها کمی بعد در ایران آغاز شد.

فرمان مظفرالدین شاه در تاریخ ۱۴ مرداد ۱۲۸۵ خورشیدی برای آغاز به کار مجلس: 
مصصم شدیم که مجلس شورای ملی از منتخبین شاهزادگان قاجاریه، علماء، اعیان، اشراف، ملاکین و تجار و اصناف به انتخاب طبقات مرقومه در دارالخلافه تهران تشکیل و تنظیم شود که در مهام امور دولتی و مملکتی و مصالح عامه مشاوره و مداقه لازمه را به عمل آورده به هیئت وزرای دولت خواه ما در اصلاحاتی که برای سعادت و خوشبختی ایران خواهد شد اعانت و کمک لازم را بنماید. 
در زمان قاجار تنها انتخابات مجلس شورای ملی برگزار می‌شد. 

### پهلوی
رضا خان و فرماندهان سپاه او نقش مهمی در تعیین نتیجه مجلس پنجم داشتند. بنا بر گزارش ها رضاخان به وزیرمختار بریتانیا در تهران گفت که او برای تضمین این که مجلسی مساعد بهبود روابط ایران و انگلستان تشکیل شود در انتخابات مداخله کرده است. به هر روی انتخابات در تهران آزاد ماند و همان الگو در مجلس ششم تکرار شد. سید حسین مدرس، مخالف صریح الهجه رضاخان (اکنون دیگر رضاشاه) به عنوان نماینده اول تهران مجدداً انتخاب شد، و حسن مستوفی و محمد مصدق، دیگر چهره اپوزیسیون، دوباره در جایگاه های دوم و سوم مجدداً انتخاب شدند. به هر روی انتخابات مجلس هفتم و بعد از آن از جمله سیزدهم، به طور سازمان یافته توسط دربار سلطنتی و در عمل شاه کنترل می شد. بنا بر گزارش ها عبدالحسین تیمورتاش وزیر قدرتمند دربار در پاسخ به اعتراضات نسبت به مداخله آشکار حکومت در انتخابات مجلس هفتم، برای راضی کردن اپوزیسیون پیشنهاد داد  شش تا از دوازده نماینده تهران نماینده ملت باشند ولی در این امر ناکام ماند. مشیرالدوله حسن پیرنیا، که چندین بار بر شورای مرکزی نظارت بر انتخابات تهران ریاست کرده بود با آگاهی از تغییر جو سیاسی از بر عهده گرفتن این نقش در انتخابات مجلس هفتم خودداری کرد. رضاشاه مصمم بود هر چهره نامطلوب و سرکشی را کنار بگذارد. بنابراین دربار، ارتش و حکومت فهرستی از نامزدهای مورد قبول برای نمایندگی در مجلس را آماده کردند که بدین ترتیب موفقیتشان تضمین شده بود. بنا بر گزارش سفارت بریتانیا شاه در مواقع انتخابات دستورالعمل های مجزا و محرمانه ای به استانداران یا فرمانداران کل،  فرماندهان استانی ارتش، رییس پلیس هر استان صادر می کرد که در آن خواستار فهرستی محرمانه از نامزدهای مورد قبول می شد. چنین نامزدهایی نه تنها می بایست حامی شاه و حکومت می بودند، بلکه می بایست در محل جایگاه داشته و در حوزه ای که قرار بود آن را نمایندگی کنند مقبولیت می داشتند.  هر یک از سه مقام در هر استان فهرست مجزایی مستقیماً به شاه می فرستاد. آنگاه «نامزدهای شایسته تر از میان سه فهرست از سوی شاه انتخاب شده و دستور داده می شد که به نمایندگی انتخاب شوند.»
در دوره محمدرضاشاه پهلوی، انتخابات مجلس سنا نیز طبق قانون اساسی مشروطه برگزار می‌شد همچنین دو همه‌پرسی نیز برگزار شد.

### جمهوری اسلامی
پس از انقلاب اسلامی ایران نیز انتخابات با نظارت شورای نگهبان ادامه یافت. هم‌اکنون طبق قانون اساسی جمهوری اسلامی ایران، قوهٔ مجریه و مقننه توسط مردم انتخاب می‌شوند و قوه قضائیه توسط رهبر ایران که خود توسط مجلس خبرگان رهبری انتخاب می‌گردد و اعضای مجلس خبرگان نیز توسط مردم انتخاب می‌شوند.

## قانون انتخابات

#### قاجاریه
نخستین انتخابات در ایران در زمان قاجاریان پیرو پیروزی انقلاب مشروطه برگزار شد.

##### مجلس عالی (۱۲۸۵)
پس از انقلاب مشروطه مجلس عالی در ایران تشکیل شد و قانون انتخابات را برای برگزاری انتخابات مجلس اول تدوین کرد و به امضای شاه رساند. مطابق فرمان مظفرالدین شاه مجلس شورای ملی به شرح زیر بود:
- شرایط نمایندگان: سواد خواندن، نوشتن و توان تکلم به زبان فارسی از شرایط نامزدهای انتخابات بود و فقط طبقه‌های خاصی از اجتماع حق داشتند در مجلس نماینده داشته باشند.
- شرایط رای‌دهندگان
- شرط طبقه اجتماعی: شاهزادگان قاجار، روحانیون، اشراف، تجار، زمین‌داران و اصناف طبقه‌هایی بودند که به فرمان شاه می‌توانستند نمایندگان خود را برگزینند و از مردم عادی کسانی حق رأی داشتند که ملکی به ارزش دست کم هزار تومان می‌داشتند یا جزو اصناف شناخته‌شده می‌بودند و اجاره مغازه‌شان حداقل به اندازه متوسط اجاره محل می‌بود و صنف‌هایی کم‌درآمد مانند حمالان و شتربانان نماینده و حق رأی نداشتند.
- شرط سن:داشتن بیست و پنج سال سن و «رعیت ایران» بودن از شرایط افرادی بود که حق رأی داشتند.
- شرط جنسیت:زن‌ها حق رأی نداشتند.
- شیوهٔ انتخابات: در مجلس اول تهران ۶۰ نماینده داشت و سایر ایالت‌ها ۹۶ کرسی داشتند. نمایندگان ایالت‌ها توسط مجلس ایالتی به صورت دو مرحله‌ای انتخاب می‌شدند و نتیجهٔ رأی مجلس ایالتی نمایندگان مجلس شورای ملی برگزیده می‌شدند.

##### مجلس عالی (۱۲۸۷)
مجلس عالی (شورای عالی دربار) پس از استبداد صغیر و به توپ بستن مجلس توسط محمدعلی شاه قاجار و فتح تهران توسط مشروطه‌خواهان تشکیل شد و این مجلس محمدعلی شاه قاجار را عزل کرد و احمدشاه قاجار را به جای وی به پادشاهی رساند. اعضای این مجمع منصوب صدر اعظم بودند و برای انتخاب اعضای آن انتخاباتی برگزار نشد.
نمایندگان مجلس عالی:
- شرط شغل و طبقهٔ اجتماعی را از قانون انتخابات حذف کردند.
- شرط ثروت را از ۱۰۰۰ تومان به ۲۵۰ تومان تغییر دادند.
- کرسی‌های تهران را به ۱۵ نماینده کاهش دادند و کرسی ایالت‌های دیگر را به ۱۰۱ کرسی افزایش دادند
- برای اقلیت‌های مذهبی ۴ کرسی تعیین کردند.

##### نظامنامه انتخابات ۱۲۸۸
سه ماه پس از فتح تهران مجلس دوم شورای ملی تشکیل شد.
در سال ۱۲۸۸ نظامنامه انتخابات را تصویب کرد و تغییراتی در قانون انتخابات به وجود آورد:
- شرط سن رای‌دهندگان:اتباع حداقل بیست سال داشته باشند
- شرط وضعیت اجتماعی: فرد ایران باشد و یکی از شروط زیر را داشته باشد:
  - معروفیت محلی داشته
  - لااقل شش ماه قبل از انتخاب در محل انتخاب یا توابع آن سکنی داشته باشند
  - لااقل دارای دویست و پنجاه تومان علاقه ملکی یا ده تومان مالیات بده باشند یا پنجاه تومان عایدی سالیانه داشته‌باشد
  - تحصیل‌کرده باشند
- شرط جنسیت: زن‌ها حق رأی نداشتند.
- افرادی که اجازهٔ رأی نداشتند:
  - افراد خارج از رشد
  - آن‌هایی که در تحت قیمومیت شرعی هستند
  - تبعه خارجه
  - اشخاصی که خروجشان از دین حنیف اسلام در حضور یکی از حکام شرع جامع‌الشرایط به ثبوت رسیده باشد
  - ورشکستگان به تقصیر
  - مرتکبین قتل و سرقت و مقصرینی که مستوجب مجازات قانونی اسلامی شده‌اند.
  - معروفین به ارتکاب قتل و سرقت و غیره که شرعاً برائت خود را ثابت نکرده باشند.
  - اهل نظام بری و بحری (نظامیان) که مشغول خدمتند.

##### نظامنامه انتخابات ۱۲۹۰
مجلس دوم در سال ۱۲۹۰ نظامنامه انتخابات تغییراتی داد به شرح زیر بود
- شرط طبقه اجتماعی:شرط مالکیت برای رای‌دهندگان لغو شد.
- افراد زیر به آن‌هایی که اجازهٔ رأی نداشتند افزوده شد:
  - متکدیان
  - اشخاصی که به وسائل بی‌شرفانه تحصیل معاش می‌نمایند
  - مقصرین سیاسی که ضد اساس حکومت ملی و استقلال مملکت قیام و اقدام کرده‌اند
- شرط سنی نمایندگان:

سن نامزدهای انتخاباتی باید در محدوده سنی سی تا هفتاد سال باشد
- شرط مذهب:

نمایندگان باید مسلمان باشند مگر نمایندگان اقلیت‌های مذهبی (مسیحی و زرتشتی و کلیمی)

#### پهلوی
در سال ۱۳۴۱ قانون در زمان سلطنت محمدرضا پهلوی قانون انجمن‌های ایالتی و ولایتی تصویب شد که در آن برای اولین بار به زنان ایرانی حق رأی می‌داد و شرط مسلمانی و قسم خوردن به قرآن را برمی‌داشت.
روحانیون قم مخالفت‌های شدیدی با این قانون نشان دادند و به خشونت نیز کشیده شد ولی در نهایت اجرا شد.

#### جمهوری اسلامی
ساختار حقوقی حکومت جمهوری اسلامی به ترتیبی تنظیم شد که همه مقام‌های حکومتی به صورت مستقیم یا غیرمستقیم با رأی مردم انتخاب شوند و تنها تغییر قانون رأی در این دوره در مورد شرط سن رای‌دهندگان بود که در ابتدا به ۱۵ سال رسید و دوباره آن را در سال ۱۳۸۵ از ۱۵ سال به ۱۸ سال تغییر دادند.

## انتخابات در جمهوری اسلامی ایران

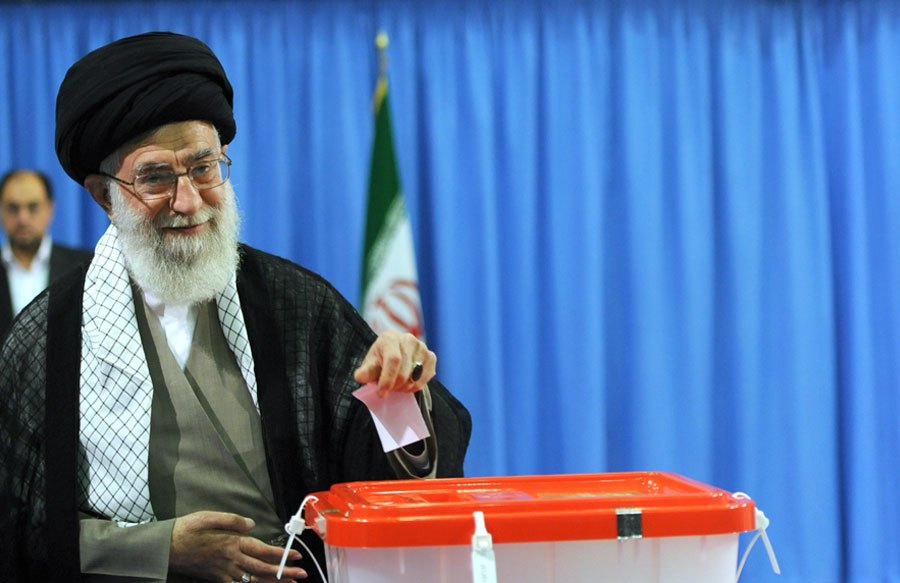

در ۱۰ و ۱۱ فروردین ۱۳۵۸ همه‌پرسی نظام جمهوری اسلامی با مشارکت و رأی بی‌سابقه تصویب شد. ۱۲ مرداد انتخابات مجلس خبرگان قانون اساسی برگزار شد و پس از نهایی شدن، ۱۲ آذرماه قانون اساسی را به همه‌پرسی گذاشتند و تصویب شد و در سال ۱۳۶۸ نیز همه‌پرسی‌ای برای اصلاح چند بند قانون اساسی برگزار شد که تصویب شد.
طبق قانون اساسی جمهوری اسلامی ایران چهار دسته انتخابات در ایران برگزار می‌شود
- ملت ایران باستناد قانون اساسی نمایندگان خودرا درمجلس خبرگان رهبری برمی‌گزیند تا رهبری نظام را مشخص نمایند و رهبری درچارچوب قانون اساسی سیاست‌های کلی نظام را با مشورت با مجمع تشخیص مصلحت معین واعلام نمایند.[۴]
- ملت ایران به استناد قانون اساسی نمایندگان خودرا درمجلس شورای اسلامی برمی‌گزیند تا قوانین کشوررا درچارچوب قانون اساسی و سیاست‌های کلی نظام به تصویب برساند.[۵]
- ملت ایران باستناد قانون اساسی فردی را به عنوان رئیس جمهور برمی‌گزیند تا قوانین کشور را از طریق هیئت دولت اجرا نماید.[۶]
- ملت ایران باستناد قانون اساسی در روستاها شهرها استان‌ها به منظور حل مشکلات منطقه خود نمایندگانی برای شوراهای محلی برمی‌گزینند.[۷]

|    | انتخابات                    | تاریخ برگزاری        | واجدان     | رای‌دهندگان | مشارکت | نام‌نوشتگان | گزیدگان موردنیاز | تعداد حوزه |
| -- | --------------------------- | -------------------- | ---------- | ---------- | ------ | ---------- | ---------------- | ---------- |
| ۱  | همه‌پرسی نظام جمهوری اسلامی  | ۱۰ و ۱۱ فروردین ۱۳۵۸ | ۲۲٬۸۰۰٬۰۰۰ | ۲۰٬۲۸۸٬۰۲۱ | ۸۸٫۹۸  | -          | -                | ۱          |
| ۲  | خبرگان بررسی قانون اساسی    | ۱۲ مرداد ۱۳۵۸        | ۲۰٬۸۵۷٬۳۹۱ | ۱۰٬۷۸۴٬۹۳۲ | ۵۱٫۷۱  | ۴۲۸        | ۷۳               | ۲۴         |
| ۳  | همه‌پرسی تایید قانون اساسی   | ۱۱ و ۱۲ آذر ۱۳۵۸     | ۲۰٬۸۵۷٬۳۹۱ | ۱۵٬۶۹۰٬۱۴۲ | ۷۵٫۲۳  | -          | -                | ۱          |
| ۴  | ریاست جمهوری ۱              | ۵ بهمن ۱۳۵۸          | ۲۰٬۹۹۳٬۶۴۳ | ۱۴٬۱۵۲٬۸۸۷ | ۶۷٫۴۲  | ۱۲۴        | ۱                | ۱          |
| ۵  | مجلس ۱                      | ۲۴ اسفند ۱۳۵۸        | ۲۰٬۸۵۷٬۳۹۱ | ۱۰٬۸۷۵٬۹۶۹ | ۵۲٫۱۴  | ۳۶۹۴       | ۲۷۰              | ۱۹۳        |
| ۶  | ریاست جمهوری ۲              | ۲ مرداد ۱۳۶۰         | ۲۲٬۶۸۷٬۰۱۷ | ۱۴٬۵۷۳٬۴۹۳ | ۶۴٫۲۴  | ۷۱         | ۱                | ۱          |
| ۷  | ریاست جمهوری ۳              | ۱۰ مهر ۱۳۶۰          | ۲۲٬۶۸۷٬۰۱۷ | ۱۶٬۸۴۷٬۷۱۵ | ۷۴٫۲۶  | ۴۶         | ۱                | ۱          |
| ۸  | خبرگان ۱                    | ۱۹ آذر ۱۳۶۱          | ۲۳٬۲۷۷٬۸۷۱ | ۱۸٬۰۱۳٬۰۶۱ | ۷۷٫۳۸  | ۱۶۸        | ۸۲               | ۲۴         |
| ۹  | مجلس ۲                      | ۲۶ فروردین ۱۳۶۳      | ۲۴٬۱۴۳٬۴۹۸ | ۱۵٬۶۰۷٬۳۰۶ | ۶۴٫۶۴  | ۱۵۹۲       | ۲۷۰              | ۱۹۳        |
| ۱۰ | ریاست جمهوری ۴              | ۲۵ مرداد ۱۳۶۴        | ۲۵٬۹۹۳٬۸۰۲ | ۱۴٬۲۳۸٬۵۸۷ | ۵۴٫۷۸  | ۵۰         | ۱                | ۱          |
| ۱۱ | مجلس ۳                      | ۱۹ فروردین ۱۳۶۷      | ۲۷٬۹۸۶٬۷۳۶ | ۱۶٬۷۱۴٬۲۸۱ | ۵۹٫۷۲  | ۱۹۹۹       | ۲۷۰              | ۱۹۳        |
| ۱۲ | ریاست جمهوری ۵              | ۶ مرداد ۱۳۶۸         | ۳۰٬۱۳۹٬۵۹۸ | ۱۶٬۴۵۲٬۵۶۲ | ۵۴٫۵۹  | ۷۹         | ۱                | ۱          |
| ۱۳ | همه‌پرسی بازنگری قانون اساسی | ۶ مرداد ۱۳۶۸         | ۳۰٬۱۳۹٬۵۹۸ | ۱۶٬۴۲۸٬۹۷۶ | ۵۴٫۵۱  | -          | -                | ۱          |
| ۱۴ | خبرگان ۲                    | ۱۹ مهر ۱۳۶۹          | ۳۱٬۲۸۰٬۰۸۴ | ۱۱٬۶۰۲٬۶۱۳ | ۳۷٫۰۹  | ۱۸۰        | ۸۳               | ۲۴         |
| ۱۵ | مجلس ۴                      | ۲۱ فروردین ۱۳۷۱      | ۳۲٬۴۶۵٬۵۵۸ | ۱۸٬۷۶۷٬۰۴۲ | ۵۷٫۸۱  | ۳۲۳۳       | ۲۷۰              | ۱۹۶        |
| ۱۶ | ریاست جمهوری ۶              | ۲۱ خرداد ۱۳۷۲        | ۳۳٬۱۵۶٬۰۵۵ | ۱۶٬۷۹۶٬۷۵۵ | ۵۰٫۶۶  | ۱۲۸        | ۱                | ۱          |
| ۱۷ | مجلس ۵                      | ۱۸ اسفند ۱۳۷۴        | ۳۴٬۷۱۶٬۰۰۰ | ۲۴٬۶۸۲٬۳۸۶ | ۷۱٫۱۰  | ۸۳۶۵       | ۲۷۰              | ۱۹۶        |
| ۱۸ | ریاست جمهوری ۷              | ۲ خرداد ۱۳۷۶         | ۳۶٬۴۶۶٬۴۸۷ | ۲۹٬۱۴۵٬۷۵۴ | ۷۹٫۹۳  | ۲۸۳        | ۱                | ۱          |
| ۱۹ | خبرگان ۳                    | ۱ آبان ۱۳۷۷          | ۳۸٬۵۵۰٬۵۹۷ | ۱۷٬۸۵۷٬۸۶۹ | ۴۶٫۳۲  | ۳۹۶        | ۸۶               | ۲۸         |
| ۲۰ | شوراهای شهر ۱               | ۷ اسفند ۱۳۷۷         | ۳۶٬۷۳۹٬۹۸۲ | ۲۳٬۶۶۸٬۷۳۹ | ۶۴٫۴۲  | ۳۳۶٬۱۳۸    |                  | ۳۳٬۴۱۹     |
| ۲۱ | مجلس ۶                      | ۲۹ بهمن ۱۳۷۸         | ۳۸٬۷۲۶٬۴۳۱ | ۲۶٬۰۸۲٬۱۵۷ | ۶۷٫۳۵  | ۶۸۵۳       | ۲۹۰              | ۲۰۷        |
| ۲۲ | ریاست جمهوری ۸              | ۱۸ خرداد ۱۳۸۰        | ۴۲٬۱۷۰٬۲۳۰ | ۲۸٬۱۵۵٬۹۶۹ | ۶۶٫۷۷  | ۸۱۴        | ۱                | ۱          |
| ۲۳ | شوراهای شهر ۲               | ۹ اسفند ۱۳۸۱         | ۴۰٬۵۰۱٬۷۸۳ | ۲۰٬۲۳۵٬۸۹۸ | ۴۹٫۹۶  | ۲۱۸٬۹۵۷    | ۱۰۹٬۵۸۸          | ۳۴٬۲۰۵     |
| ۲۴ | مجلس ۷                      | ۱ اسفند ۱۳۸۲         | ۴۶٬۳۵۱٬۰۳۲ | ۲۳٬۷۳۴٬۶۷۷ | ۵۱٫۲۱  | ۸۱۷۲       | ۲۹۰              | ۲۰۷        |
| ۲۵ | ریاست جمهوری ۹              | ۲۷ خرداد ۱۳۸۴        | ۴۶٬۷۸۶٬۴۱۸ | ۲۹٬۴۰۰٬۸۵۷ | ۶۲٫۸۴  | ۱۰۱۴       | ۲                | ۱          |
| ۲۵ | ریاست جمهوری ۹              | ۳ تیر ۱۳۸۴           | ۴۶٬۷۸۶٬۴۱۸ | ۲۷٬۹۵۸٬۹۳۱ | ۵۹٫۷۶  | ۲          | ۱                | ۱          |
| ۲۶ | خبرگان ۴                    | ۲۴ آذر ۱۳۸۵          | ۴۶٬۵۴۹٬۰۴۲ | ۲۸٬۳۲۱٬۲۷۰ | ۶۱٫۰۰  | ۴۹۳        | ۸۶               | ۳۰         |
| ۲۷ | شوراهای شهر ۳               | ۲۴ آذر ۱۳۸۵          | ۴۳٬۵۰۰٬۰۰۰ | ۲۸٬۱۹۹٬۹۰۳ | ۶۴٫۸۳  | ۲۴۷٬۷۵۹    | ۱۰۹٬۵۳۶          |            |
| ۲۸ | مجلس ۸                      | ۲۴ اسفند ۱۳۸۶        | ۴۳٬۸۲۴٬۲۵۴ | ۲۴٬۲۷۹٬۷۱۷ | ۵۵٫۴۰  | ۷۶۰۰       | ۲۹۰              | ۲۰۷        |
| ۲۹ | ریاست جمهوری ۱۰             | ۲۲ خرداد ۱۳۸۸        | ۴۶٬۱۹۹٬۹۹۷ | ۳۹٬۳۷۱٬۲۱۴ | ۸۴٫۸۳  | ۴۷۶        | ۱                | ۱          |
| ۳۰ | مجلس ۹                      | ۱۲ اسفند ۱۳۹۰        | ۴۸٬۲۸۸٬۷۹۹ | ۳۰٬۸۴۴٬۴۶۲ | ۶۳٫۸۷  | ۵۲۸۳       | ۲۹۰              | ۲۰۷        |
| ۳۱ | ریاست جمهوری ۱۱             | ۲۴ خرداد ۱۳۹۲        | ۵۰٬۴۸۳٬۱۹۲ | ۳۶٬۸۲۱٬۵۳۸ | ۷۲٫۹۴  | ۶۸۶        | ۱                | ۱          |
| ۳۲ | شوراهای شهر ۴               | ۲۴ خرداد ۱۳۹۲        | ۵۰٬۴۸۳٬۱۹۲ | ۳۱٬۶۲۷٬۷۰۴ | ۶۲٫۶۵  | ۲۵۹٬۶۶۴    | ۱۹۶٬۹۱۷          | ۳۶٬۳۵۵     |
| ۳۳ | مجلس ۱۰                     | ۷ اسفند ۱۳۹۴         | ۵۴٬۹۱۵٬۰۲۴ | ۳۳٬۸۴۷٬۱۱۷ | ۶۱٫۶۴  | ۱۲٬۰۷۲     | ۲۹۰              | ۲۰۷        |
| ۳۴ | خبرگان ۵                    | ۷ اسفند ۱۳۹۴         | ۵۴٬۹۱۵٬۰۲۴ | ۳۳٬۴۸۰٬۵۴۸ | ۶۰٫۹۷  | ۷۹۶        | ۸۸               | ۳۱         |
| ۳۵ | ریاست جمهوری ۱۲             | ۲۹ اردیبهشت ۱۳۹۶     | ۵۶٬۴۱۰٬۲۳۴ | ۴۱٬۳۶۶٬۰۸۵ | ۷۳٫۰۳  | ۱٬۶۳۶      | ۱                | ۱          |
| ۳۶ | شوراهای شهر ۵               | ۲۹ اردیبهشت ۱۳۹۶     | ۵۶٬۴۱۰٬۲۳۴ | ۳۹٬۰۶۹٬۱۶۹ | ۶۹٫۲۶  | ۲۸۹٬۸۸۳    | ۱۹۶٬۹۱۷          | ۳۹٬۲۸۹     |
| ۳۷ | مجلس ۱۱                     | ۲ اسفند ۱۳۹۸         | ۵۷٬۹۱۸٬۱۵۹ | ۲۴٬۶۵۸٬۳۶۰ | ۴۲٫۵۷  | ۱۶٬۰۳۳     | ۲۹۰              | ۲۰۸        |
| ۳۸ | ریاست جمهوری ۱۳             | ۲۸ خرداد ۱۴۰۰        | ۵۹٬۳۱۰٬۳۰۷ | ۲۸٬۹۸۹٬۵۲۹ | ۴۸٫۸۸  | ۵۹۲        | ۱                | ۱          |
| ۳۹ | شوراهای شهر ۶               | ۲۸ خرداد ۱۴۰۰        | ۵۹٬۳۱۰٬۳۰۷ |            |        |            |                  |            |
| ۴۰ | مجلس ۱۲                     | ۱۱ اسفند ۱۴۰۲        | ۶۱٬۱۷۲٬۲۹۸ | ۲۴٬۸۶۱٬۵۴۲ | ۴۰٫۶   | ۲۴٫۸۲۹     | ۲۹۰              | ۲۰۸        |
| ۴۱ | خبرگان ۶                    | ۱۱ اسفند ۱۴۰۲        | ۶۱٬۱۷۲٬۲۹۸ |            |        | ۵۱۰        | ۸۸               | ۳۱         |
| ۴۲ | ریاست جمهوری ۱۴             | ۸ تیر ۱۴۰۳           | ۶۱٬۴۵۲٬۳۲۱ | ۲۴٬۵۳۵٬۱۸۵ | ۳۹٫۹۲  | ۲۸۷        | ۱                | ۱          |
| ۴۲ | ریاست جمهوری ۱۴             | ۱۵ تیر ۱۴۰۳          | ۶۱٬۴۵۲٬۳۲۱ | ۳۰٬۵۳۰٬۱۵۷ | ۴۹٫۶۸  | ۲          | ۱                | ۱          |
| ۴۳ | شورا ۷                      | ۱۱ اردیبهشت ۱۴۰۵     |            |            |        |            |                  |            |

## پی‌نوشت
1. ↑  انتخابات‌های میان‌دوره‌ای و دور دوم مجلس شورای اسلامی و نیز انتخابات شوراهای شهر سال ۱۳۵۸ که تنها در بخشی از کشور برگزار شده‌است در این جدول ذکر نشده‌است.